# 羅倫索·基斯迪
羅倫索·基斯迪（義大利語：Lorenzo Crisetig，1993年1月20日—）出生在弗留利地区奇维达莱，是一位意大利足球運動員，司職中場，現效力於意大利足球乙级联赛球隊里賈納。於2014年7月起至意甲的博洛尼亚。除此之外，他亦是意大利U-21成員之一。

## 生平

### 球會
羅倫索·基斯迪出生於意大利東北邊陲的小鎮奇維達萊德爾夫留利，該地人口僅有一萬餘人，接壤鄰國斯洛文尼亞，而基斯迪正是斯洛文尼亞移民的後裔。小基斯迪在家鄉球會Audace San Leonardo展開自己的足球生涯，在僅僅一季之後，他就離鄉別井，去到所屬省府烏迪內省踢球。
隨後，基斯迪的故事變得與普通少年截然不同，他以14歲之齡，受到國內首屈一指的國際米蘭青睞，在2007-08賽季，他開始替國際米蘭U-15青年軍上陣比賽。之後一季，又被破例提拔至U-17隊，基斯迪更被挑選進入國家隊青訓系統，在2009年，他成為意大利U-17隊代表，並且是當時隊中最年輕的選手之一。
2009年8月，基斯迪首次替球會一隊扳甲，於一場季前熱身賽中粉墨登場，之後，他又首次收到U-21國家隊的徵召。